# Conringia grandiflora
Conringia grandiflora là một loài thực vật có hoa trong họ Cải. Loài này được Boiss. & Heldr. mô tả khoa học đầu tiên năm 1849.